# Iryna Kakujewa
Iryna Kakujewa (biał. Ірына Какуева, ur. 24 czerwca 1973 w Podozierzu) – białoruska biathlonistka, złota medalistka mistrzostw świata.

## Kariera
W zawodach Pucharu Świata zadebiutowała 9 grudnia 1993 roku w Bad Gastein, zajmując 52. miejsce w biegu indywidualnym. Pierwsze punkty (do sezonu 2000/2001 punktowało 25. najlepszych zawodników) zdobyła dwa dni później w tej samej miejscowości, kiedy zajęła 12. miejsce w sprincie. Nigdy nie stanęła na podium indywidualnych zawodów tego cyklu, najwyższą lokatę wywalczyła 23 lutego 1994 roku w Lillehammer, kończąc rywalizację w sprincie na szóstej pozycji. Najlepsze wyniki osiągnęła w sezonie 1993/1994, kiedy zajęła 20. miejsce w klasyfikacji generalnej.
Podczas mistrzostw świata w Borowcu w 1994 roku wspólnie z Natalją Ryżenkową, Natalją Piermiakową i Swietłaną Paramyginą zdobyła złoty medal w biegu drużynowym. Był to pierwszy w historii złoty medal w tej konkurencji dla Białorusi. Brała też udział w igrzyskach olimpijskich w Lillehammer w tym samym roku, gdzie zajęła 28. miejsce w biegu indywidualnym, 6. w sprincie i 6. w sztafecie.

## Osiągnięcia

### Igrzyska olimpijskie
| Rok  | Miejscowość | Konkurencje | Konkurencje | Konkurencje | Konkurencje | Konkurencje | Konkurencje | Konkurencje |
| Rok  | Miejscowość | IN          | SP          | PU          | MS          | RL          | MR          | SR          |
| ---- | ----------- | ----------- | ----------- | ----------- | ----------- | ----------- | ----------- | ----------- |
| 1994 | Lillehammer | 28.         | 6.          | nd.         | nd.         | 6.          | nd.         | –           |

### Mistrzostwa świata
| Rok  | Miejscowość | Konkurencje | Konkurencje | Konkurencje | Konkurencje | Konkurencje | Konkurencje | Konkurencje |
| Rok  | Miejscowość | IN          | SP          | PU          | MS          | RL          | MR          | SR          |
| ---- | ----------- | ----------- | ----------- | ----------- | ----------- | ----------- | ----------- | ----------- |
| 1994 | Canmore     | nd.         | nd.         | nd.         | nd.         | nd.         | nd.         | –           |

### Puchar Świata

#### Miejsca w klasyfikacji generalnej
| Sezon     | Miejsce |
| --------- | ------- |
| 1993/1994 | 20.     |

#### Miejsca na podium chronologicznie
Kakujewa nigdy nie stanęła na podium indywidualnych zawodów PŚ.